# 1917. Свободная история
«1917. Свободная история» — российский мультимедийный проект, который представляет собой имитацию того, как бы выглядели социальные сети, если бы они существовали в 1917 году, а также сопутствующие проекты вне сети Интернет. Автором проекта и главным редактором является Михаил Зыгарь, российский журналист и писатель, главный редактор телеканала «Дождь» с 2010 по 2015 год. Сооснователь и генеральный директор проекта — Карен Шаинян, российский журналист.

## Проект
Проект был запущен 14 ноября 2016 года. Предполагаемая дата окончания — 18 января 2018 года, день столетия роспуска Учредительного собрания. Проект создан на базе архивных материалов, которые транслируются в формате социальных медиа. В рамках проекта создано более 1500 аккаунтов людей, газет и институций начала двадцатого века — Николая II, Александры Фёдоровны, Григория Распутина, Феликса Юсупова, Владимира Ленина, Льва Троцкого, Марины Цветаевой, Владимира Маяковского, парохода «Британник», Третьяковской галереи, Сбербанка, газеты Коммерсантъ и The New York Times, и др.
В работе используются материалы не только российских архивов, но также архивы Гуверского института (Стэнфорд), МИД Германии (Берлин), Колумбийского университета (Нью-Йорк), Университета Лидса, Университета Хельсинки.
Финансовую помощь проекту оказывают основатель фонда «Династия» Дмитрий Зимин, генеральный директор «Яндекса» Аркадий Волож («Яндекс» является издателем проекта) и председатель правления Сбербанка Герман Греф, партнёром проекта является социальная сеть «ВКонтакте».
Открытие проекта прошло 15 ноября 2016 г. в здании Третьяковской галереи на Крымском валу в стиле начала двадцатого века. В залах галереи специально для открытия был поставлен променадный спектакль (режиссёр — Юрий Квятковский). Среди гостей на открытии присутствовали Ирина Хакамада, Наталья Синдеева, Алексей Пивоваров, Марианна Максимовская, Михаил Козырев и Ксения Собчак.
В 2017 году в Москве и Санкт-Петербурге должны пройти выставки, по мотивам проекта режиссёр Кирилл Серебренников планировал поставить иммерсивный спектакль: в ноябре в «Гоголь-центре» пройдёт одноразовая документальная акция, посвящённая столетию Октябрьской революции. В рамках коллаборации проекта со Сбербанком был создан первый русскоязычный игровой фильм в формате виртуальной реальности — он демонстрируется в здании Сбербанка на Старом Арбате. Режиссёром фильма выступил Юрий Квятковский.

## Международный резонанс
В феврале 2017 года после презентации в Лондоне была запущена англоязычная версия проекта. Запуск проекта в Лондоне, как и запуск в Третьяковской галерее в Москве, был стилизован под 1917 год и состоялся в здании Пушкинского Дома. Журналист Себастьян Шукла из CNN рассказал об участии в проекте не только российских, но и зарубежных персоналий 1917 года — Редьярда Киплинга, Пабло Пикассо и Георга V, а еженедельник The Economist назвал проект «социальной сетью революции». 11 февраля 2017 года Михаил Зыгарь выступил с лекцией о проекте в Кембриджском университете.